# Калиник Евтихидис
Калиник (на гръцки: Καλλίνικος, Калиникос) е гръцки духовник, митрополит на Вселенската патриаршия.

## Биография
Роден е в Бурса със светското име Евтихидис (Ευτυχίδης). Служи като архисекретар на Светия синод на Вселенската патриаршия. На 16 януари 1874 година е ръкоположен в патриаршеската църква „Свети Георги“ във Фенер за варненски митрополит. ръкополагането е извършено от митрополит Серафим Артенски. На 6 март 1875 година е избран за ксантийски и перитеорийски митрополит. Умира в Цариград на 23 ноември 1877 година от тетанус в резултат на медицинска операция.